# Bătălia de la Brașov (1603)

Harta bătăliei

Bătălia de la Brașov (1603), sau Prima Bătălie de la Brașov, a avut loc pe 17 iulie 1603 și s-a dat între oastea Țării Românești condusă de Radu Șerban și oastea Imperiului Habsburgic pe de o parte și oastea Transilvaniei condusă de Moise Székely pe de altă parte. 
În această luptă a fost ucis Moise Székely.
În vara anului 1603 Radu Șerban a intervenit în Transilvania împotriva coaliției magnaților maghiari, conduși de Moise Székely, care încercau să-i alunge pe Habsburgi din Ardeal. Motivul principal al acestei intervenții a fost nu atât alianța pe care o încheiase cu Imperiul Habsburgic, cât conștientizarea faptului că nu se putea admite ca, în timp ce la sud de Carpați se ducea o luptă antiotomană, în Transilvania să se instaureze puterea filoturcă a lui Moise Székely și a nobililor maghiari care îl sprijineau. „Radu Șerban nu putea admite prinderea Țării Românești într-un clește de către Imperiul Otoman de la sud de Dunăre și un Ardeal supus acestora”.
Avangarda oștilor române, sub comanda căpeteniilor Gheorghe Raț și Vasile Mârza a trecut munții pe Valea Teleajenului și și-a așezat tabăra în apropierea Brașovului (cetate săsească ce rămăsese fidelă Habsburgilor), mai întâi la Feldioara, apoi la Râșnov, în așteptarea forțelor principale. Voievodul, cu grosul oștilor, a trecut Carpații prin Pasul Rucăr-Bran făcând joncțiunea cu avangarda condusă de Gheorghe Raț. Moise Székely a sosit și el cu oastea lui (4000 de unguri, 2000 de tătari și 25 de tunuri ușoare) în apropierea Brașovului, dar considerând că nu avea șanse de reușită pentru o bătălie în câmp deschis a adoptat o tactică defensivă, întărindu-se lângă Râșnov într-o tabără înconjurată cu care legate între ele. Lupta decisivă s-a dat în dimineața zilei de 17 iulie (istoricii o numesc Prima bătălie de la Brașov - 1603, pentru a o deosebi de A doua bătălie de la Brașov - 1611 în care Radu Șerban l-a învins pe principele transilvănean Gabriel Báthory): atacul impetuos al românilor a reușit să străpungă apărarea maghiarilor și să-i pună pe fugă. Cavaleria lui Radu Șerban i-a urmărit pe fugari făcând prăpăd în rândurile acestora; însuși Moise Székely a fost ucis în timp ce încerca să scape cu fuga. Generalul imperial Giorgio Basta, care se afla tocmai la Satu Mare, se temea că Radu Șerban va lua în stăpânire întreaga Transilvanie, la fel ca Mihai Viteazul, dar voievodul român s-a mulțumit doar cu această victorie prin care și-a asigurat flancul nordic și s-a retras în Țara Românească.